# Regionalflughafen Four Corners

i8
i11
i13
Der Four Corners Regional Airport (IATA-Code: FMN, ICAO-Code: KFMN) ist ein öffentlicher Flughafen auf 1678 m Seehöhe, 2 km südöstlich von Farmington, San Juan County, New Mexico in den Vereinigten Staaten. Die Fläche des Flughafens beträgt 244 ha. Er hat zwei Asphaltpisten, eine mit 1982 m Länge und 46 m Breite und eine mit 2043 m Länge und 23 m Breite.

## Geschichte
Monarch Airlines war die erste Fluggesellschaft, die Farmington ab 1947 mit Douglas DC-3-Flugzeugen auf Flügen nach Albuquerque und nach Denver und Salt Lake City anflog, die unterwegs mehrere Zwischenstopps einlegten. Monarch und zwei weitere Fluggesellschaften schlossen sich 1950 zusammen, um die ursprüngliche Frontier Airlines (1950) zu gründen. Frontier Airlines bediente Farmington in den 1950er Jahren weiterhin mit DC-3 und fügte Flüge nach Phoenix hinzu, die auch mehrere Zwischenstopps einlegten. 1958 richtete Frontier in Farmington einen Mini-Hub ein, mit dem 13 Flüge pro Tag mit bis zu fünf DC-3-Flugzeugen gleichzeitig am Boden durchführte. In den 1960er Jahren rüstete Frontier ihre Flugzeuge mit Convair 340-Kolbenmotorflugzeugen und später mit Convair 580-Turboprops auf.
Bis 1981 hatte Frontier alle Flüge nach Albuquerque, Phoenix und Salt Lake City eingestellt. Die Flüge zu ihrem Drehkreuz in Denver (mit einem Tankstopp in Durango) wurden jedoch von 1982 bis 1984 auf Boeing 737-200 umgerüstet. Die Denver-Flüge wurden dann auf Convair 580-Flugzeuge zurückgesetzt, die als Frontier Commuter betrieben wurden, bevor der gesamte Service 1985 vorzeitig eingestellt wurde.
Mesa Airlines, gegründet in Farmington, begann 1980 mit dem Flugdienst nach Albuquerque mit kleinen Piper-Propellerflugzeugen. Beechcraft 99, Beechcraft 1300 und Beechcraft 1900 wurden Mitte der 1980er Jahre eingeführt und 1985 wurde ein neuer Dienst nach Phoenix hinzugefügt. 1988 wurden auch kurzzeitig Nonstop-Verbindungen nach Salt Lake City durchgeführt.
Flüge nach Denver begannen im April 1990, als Mesa nach dem Kauf bestimmter Vermögenswerte und Strecken von Aspen Airways ein United Express-Partner wurde. Größere Embraer EMB-120 Brasilia und de Havilland Canada DHC-8 Dash 8 wurden dann erworben. 1992 ging Mesa eine weitere Partnerschaft mit America West Airlines ein und die Phoenix-Flüge wurden als America West Express betrieben. Flüge nach Las Vegas wurden ebenfalls kurzzeitig hinzugefügt und Mitte der 1990er Jahre als America West Express betrieben. Die Flüge nach Denver  wurden 1998 eingestellt, als Mesa seine Zugehörigkeit zu United Express an Great Lakes Airlines verlor. Unabhängige Flüge von Mesa Air nach Albuquerque liefen bis 2007 und die America West Express-Flüge nach Phoenix endeten Mitte 2008. America West Airlines fusionierte Ende 2007 mit US Airways und die Phoenix-Flüge wurden kurz vor ihrer Einstellung als US Airways Express betrieben.
Alle Flüge endeten am 30. Oktober 2017, sodass Farmington keinen kommerziellen Flugdienst mehr hatte. Die letzte Fluggesellschaft, die Four Corners Regional bediente, war Great Lakes Airlines, die den Flugbetrieb im November 2017 einstellte, da ein Pilotenmangel zu häufig verspäteten oder annullierten Flügen führte. Der Flughafen hat ein Stipendium des Small Community Air Service Development Program für SkyWest Airlines erhalten, um Denver als United Express anzufliegen. Der Dienst sollte am 15. Oktober 2020 beginnen, wurde jedoch aufgrund der anhaltenden COVID-19-Pandemie verzögert.
Andere Fluggesellschaften, die den Flughafen im Laufe der Jahre bedient haben, sind:
Air Midwest, Aspen Airways, Trans-Colorado Airlines, Sun West Airlines, Rio Grande Air, America West Express, Continental Express, United Express, American Eagle, and US Airways Express.
Kleinere Zubringerfluglinien, die Farmington angeflogen haben, sind: Zia Airlines von 1978 bis 1980 mit Flügen nach Santa Fe und Albuquerque mit Cessna 402 und Handley Page Jetstream-Flugzeugen, Sun West Airlines von 1980 bis 1984 mit Flügen nach Albuquerque und Phoenix mit Piper Navajos und Beechcraft 99 und Air Midwest von 1982 bis 1986, mit Flügen nach Albuquerque mit Swearingen Metroliner. Flüge nach Phoenix wurden 1983 kurzzeitig durchgeführt. 
Pioneer Airlines, zuerst 1982 mit Flügen nach Denver und erneut für kurze Zeit im Sommer 1983 mit Flügen nach Albuquerque und Denver mit Swearingen Metroliner- und Beechcraft 99-Flugzeugen.
Rio Grande Air, die 2001 kurzzeitig den Flughafen Four Corners von Albuquerque aus mit Cessna 208 Caravans bediente. 
Der Höhepunkt des kommerziellen Flugdienstes von Farmington war im Sommer 1983, als die Stadt von sechs Fluggesellschaften gleichzeitig mit insgesamt 38 Abflügen pro Tag angeflogen wurde, von denen drei Boeing 737-Jets von Frontier Airlines waren. Bis zum 30. Oktober 2017 gab es in Farmington keine kommerziellen Passagierflüge.

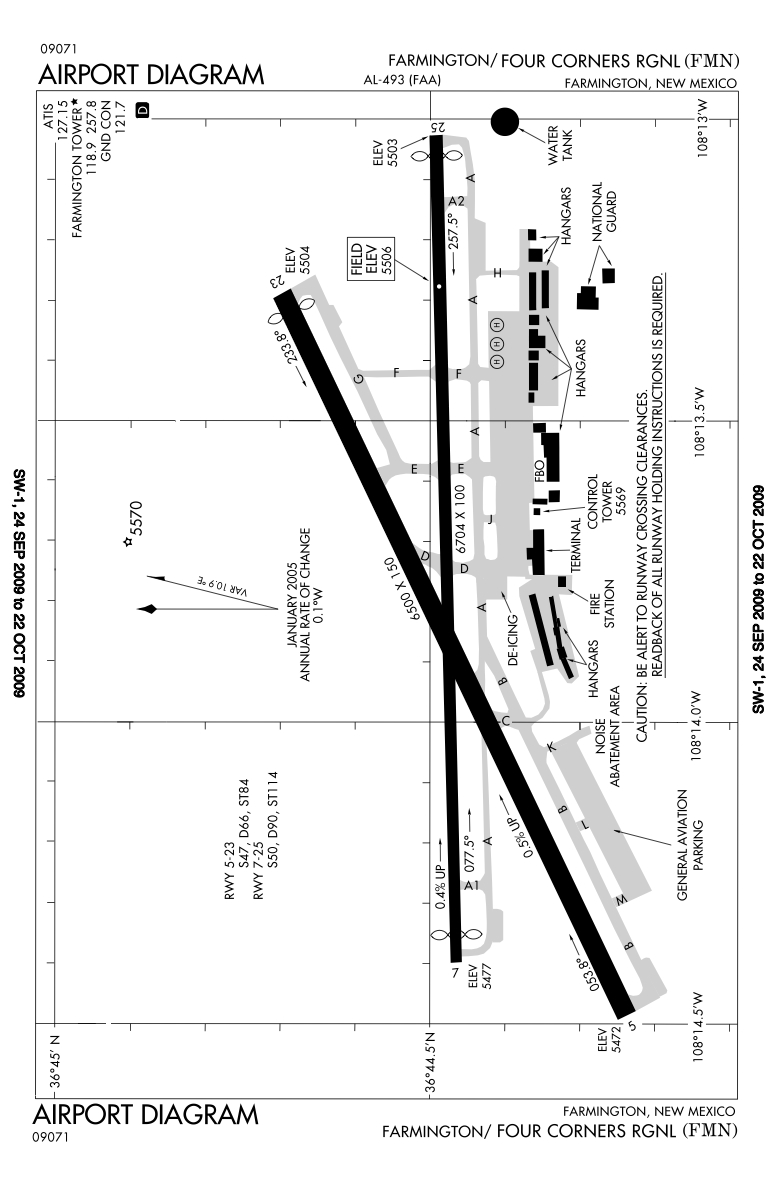

## Flugbetrieb
Im Jahre 2022 wurden 36.000 Passagiere befördert. Im Jahre 2022 haben 45.989 Flugbewegungen stattgefunden, davon 25.550 lokale Bewegungen, 13.373 Zwischenlandungen, 5.914 Air-Taxi-Flüge und 1.152 militärische Flüge. 90 einmotorige und 12 zweimotorige Flugzeuge, 1 Jetflugzeug und 4 Helikopter waren 2022 hier stationiert.